# Institut für Weltanschauliche Fragen
Das Institut für weltanschauliche Fragen, früher Apologetisches Institut, mit Sitz in Zürich widmet sich der jesuitischen Apologetik.
Der Schweizerische Katholische Volksverein vertraute das Institut 1932 den Jesuiten an. Von 1947 bis 2009 gab es die Zeitschrift Orientierung heraus.